# Нема друге земље
Нема друге земље је документарни филм из 2024. у режији Базел Адре, Хамдана Балала, Јувала Абрахама и Рејчел Зор у њиховом редитељском дебију. Филм је снимио палестинско-израелски колектив који га описују као чин отпора на путу ка правди током палестинско-израелског сукоба.
Као копродукција Палестине и Норвешке, филм је изабран за секцију Панорама на 74. Берлинском међународном филмском фестивалу, где је имао светску премијеру 16. фебруара 2024. освојивши награду публике Панорама за најбољи документарни филм, и награду за документарни филм Берлинала. Филм је освојио Оскара у категорији за најбољи документарни филм 2. марта 2025. године.

## Премиса
Млади палестински активиста по имену Базел Адра од детињства се опире присилном расељавању свог народа од стране израелске војске у Масафер Јати, региону на Западној обали. Он бележи постепено уништавање своје домовине, где израелски војници руше куће и исељавају становнике како би извршили судски налог у коме се тврди да је то подручје законски означено као зона војне вежбе. Он ће се спријатељити са Јувалом, јеврејским израелским новинаром који му помаже у његовој борби. Они стварају неочекивани однос, али њихово пријатељство је изазвано огромним јазом између њихових животних услова: Базел се суочава са сталним угњетавањем и насиљем, док Јувал ужива у слободи и сигурности.

## Продукција
У интервјуу на Берлиналу, Адра и Абрахам разговарали су за Variety о филму. Базел Адра је говорио о развоју филма. 
Јувал и Рејчел, који су Израелци, дошли су пре пет година да пишу о овим стварима — Јувал је новинар — упознали смо се и постали смо пријатељи, али и активисти, радећи на чланцима о тој области. А онда смо добили идеју да урадимо ово, да направимо овај филм.
О снимању Абрахам је рекао:
Базелова породица и комшије имали су огромну архиву видео записа који су снимани током 20 година. А онда смо ми као активисти заједно били на терену, радили скоро пет година и много смо снимали. Имали смо Рејчел, сниматељку и коредитеља филма. Тако да је било обиље снимака. Војска је два пута ушла у Базелов дом и запленила компјутере и камере. Тако да смо увек били веома, веома под стресом. Било је компликовано логистички и прилично стресно, али смо на крају успели.
Документарац је сниман током четири године, од 2019. до 2023, а продукција је завршена у октобру 2023.